# Strøby Egede
Strøby Egede – miasto w Danii, w regionie Zelandia, w gminie Stevns.